# AX Circini
AX Circini är en dubbelstjärna i den mellersta delen av stjärnbilden Cirkelpassaren. Den har en genomsnittlig skenbar magnitud av ca 5,91 och är mycket svagt synlig för blotta ögat där ljusföroreningar ej förekommer. Baserat på parallax enligt Gaia Data Release 2 på ca 1,75 mas, beräknas den befinna sig på ett avstånd på ca 1 900 ljusår (ca 600 parsek) från solen. Den rör sig närmare solen med en heliocentrisk radialhastighet på ca -21 km/s.

## Egenskaper
Primärstjärnan AX Circini A är en gul till vit ljusstark jättestjärna av spektralklass F8 II. och är en klassisk Delta Cephei-variabel. Den har en massa som är ca 12 solmassor, en radie som är ca 46 solradier och har ca 2 000 gånger solens utstrålning av energi från dess fotosfär vid en effektiv temperatur av ca 5 400 K.

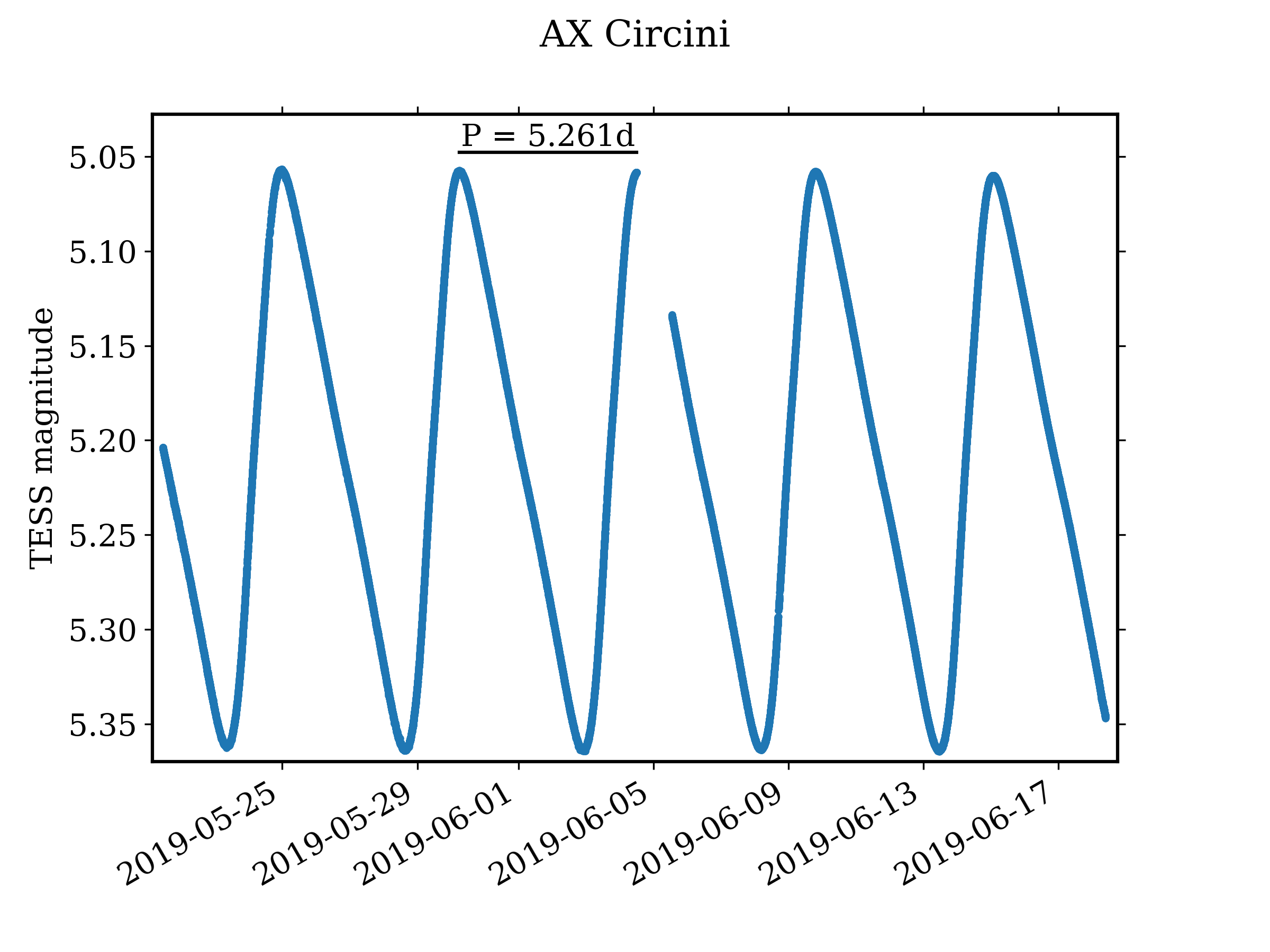
Ljuskurva för AX Circini upptagen av NASA's Transiting Exoplanet Survey Satellite (TESS)

AX Circini är en spektroskopisk dubbelstjärna med en omloppsperiod på 17,88 år och en excentricitet på 0,19. Följeslagaren AX Circini B är en stjärna i huvudserien av spektralklass B6 V och en absolut magnitud på cirka -0,12.  Den bekräftades 1982 och utlöstes med lång baslinjeinterferometri 2014 och 2015. Konstellationen har ett a sin i-värde på 6,05 AE, där a är halva storaxeln och i är den (okända) lutningen hos omloppsbanan.